# Windows Calculator
Windows Calculator, hay còn gọi là Calculator theo tiêu đề mà chương trình hiển thị, là một ứng dụng tính toán đi kèm trong tất cả các phiên bản của hệ điều hành Microsoft Windows. Chương trình có thể kích hoạt bằng lệnh "calc" trên phần lớn hệ thống Windows

## Lịch sử
Chương trình lần đầu tiên đi kèm với Windows 1.0 với các chức năng tính toán đơn giản.
Trong Windows 3.0, thêm vào chế độ Scientific, bao gồm khai căn và lũy thừa, lôgarit, hình học (hỗ trợ radian, độ và các góc gradian), chuyển đổi hệ cơ số (2, 8, 10, 16). Trong Windows 3.0 và Windows 3.1 giao diện chương trình có nền trắng và các nút bấm 2D.
Trong Windows 95 và sau này, chương trình sử dụng thư viện bignumber, thay cho chuẩn dấu phẩy động của IEEE.
Trong Windows ME, chức năng nhóm số đã được thêm vào.

## Microsoft Calculator Plus
Nó là một ứng dụng riêng lẻ cho Windows XP và Windows Server 2003 có thêm chức năng chuyển đổi tỷ giá. tỷ giá có thể cập nhật bằng chương trình tích hợp bên trong, tải tỷ giá từ Ngân hàng Trung ương châu Âu.